# Anctoville-sur-Boscq
Anctoville-sur-Boscq (prononcé /ɑ̃ktovilsyʁbo:/) est une commune française, située dans le département de la Manche en région Normandie, peuplée de 438 habitants.

## Géographie
Couvrant 215 hectares, le territoire d'Anctoville-sur-Boscq est le moins étendu de l'arrondissement de Coutances.
| Longueville, Yquelon     | Longueville          | Coudeville-sur-Mer |
| Yquelon                  | Anctoville-sur-Boscq | Saint-Planchers    |
| Yquelon, Saint-Planchers | Saint-Planchers      | Saint-Planchers    |

### Hydrographie
La commune est située dans le bassin Seine-Normandie. Elle est drainée par le ruisseau du Boscq, le cours d'eau 10 de la Durandière et un autre petit cours d'eau,.
Le ruisseau du Boscq, d'une longueur de 18 km, prend sa source dans la commune de La Meurdraquière et se jette  dans le golfe de Saint-Malo à Granville, après avoir traversé douze communes. 

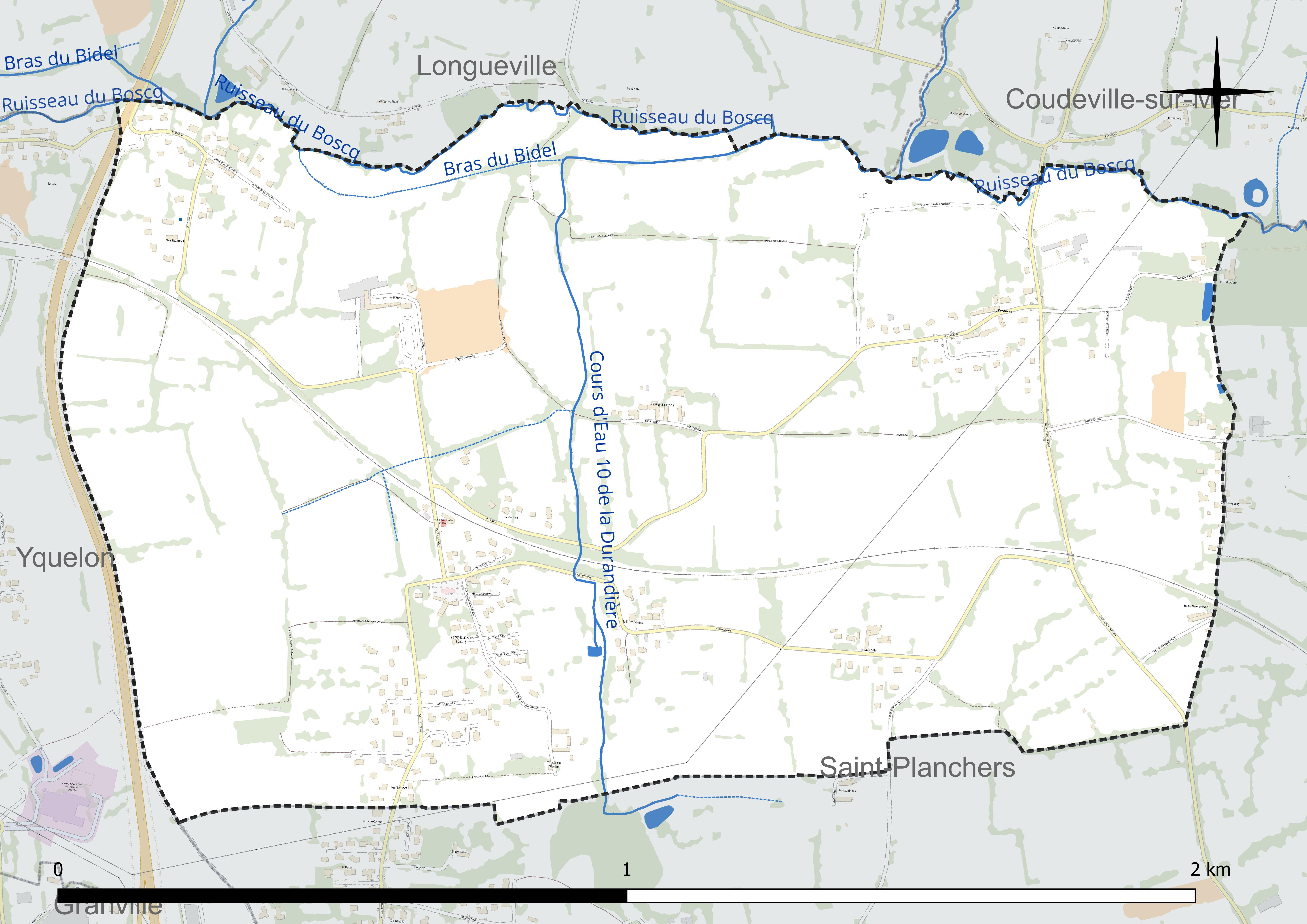
Réseau hydrographique d'Anctoville-sur-Boscq.

### Climat
Pour des articles plus généraux, voir Climat de la Normandie et Climat de la Manche.
En 2010, le climat de la commune est de type climat océanique franc, selon une étude du CNRS s'appuyant sur une série de données couvrant la période 1971-2000. En 2020, Météo-France publie une typologie des climats de la France métropolitaine dans laquelle la commune est exposée à un climat océanique et est dans la région climatique « Normandie (Cotentin, Orne) » et « Bretagne orientale et méridionale, Pays nantais, Vendée »0. Parallèlement le GIEC normand, un groupe régional d'experts sur le climat, différencie quant à lui, dans une étude de 2020, trois grands types de climats pour la région Normandie, nuancés à une échelle plus fine par les facteurs géographiques locaux. La commune est, selon ce zonage, exposée à un « climat maritime », correspondant au Cotentin et à l'ouest du département de la Manche, frais, humide et pluvieux, où les contrastes pluviométrique et thermique sont parfois très prononcés en quelques kilomètres quand le relief est marqué.
Pour la période 1971-2000, la température annuelle moyenne est de 11,1 °C, avec une amplitude thermique annuelle de 11,6 °C. Le cumul annuel moyen de précipitations est de 937 mm, avec 13,6 jours de précipitations en janvier et 8,4 jours en juillet. Pour la période 1991-2020, la température moyenne annuelle observée sur la station météorologique la plus proche, située sur la commune de Longueville à 2 km à vol d'oiseau, est de 11,9 °C et le cumul annuel moyen de précipitations est de 802,4 mm,. Pour l'avenir, les paramètres climatiques de la commune estimés pour 2050 selon différents scénarios d'émission de gaz à effet de serre sont consultables sur un site dédié publié par Météo-France en novembre 2022.

## Urbanisme

### Typologie
Au 1er janvier 2024, Anctoville-sur-Boscq est catégorisée ceinture urbaine, selon la nouvelle grille communale de densité à sept niveaux définie par l'Insee en 2022.
Elle appartient à l'unité urbaine de Granville, une agglomération intra-départementale regroupant neuf communes, dont elle est une commune de la banlieue,,. Par ailleurs la commune fait partie de l'aire d'attraction de Granville, dont elle est une commune de la couronne,. Cette aire, qui regroupe 34 communes, est catégorisée dans les aires de moins de 50 000 habitants,.

### Occupation des sols
L'occupation des sols de la commune, telle qu'elle ressort de la base de données européenne d'occupation biophysique des sols Corine Land Cover (CLC), est marquée par l'importance des territoires agricoles (93,6 % en 2018), en diminution par rapport à 1990 (100 %). La répartition détaillée en 2018 est la suivante : prairies (51,2 %), zones agricoles hétérogènes (42 %), zones urbanisées (6,4 %), terres arables (0,3 %). L'évolution de l'occupation des sols de la commune et de ses infrastructures peut être observée sur les différentes représentations cartographiques du territoire : la carte de Cassini (XVIIIe siècle), la carte d'état-major (1820-1866) et les cartes ou photos aériennes de l'IGN pour la période actuelle (1950 à aujourd'hui).

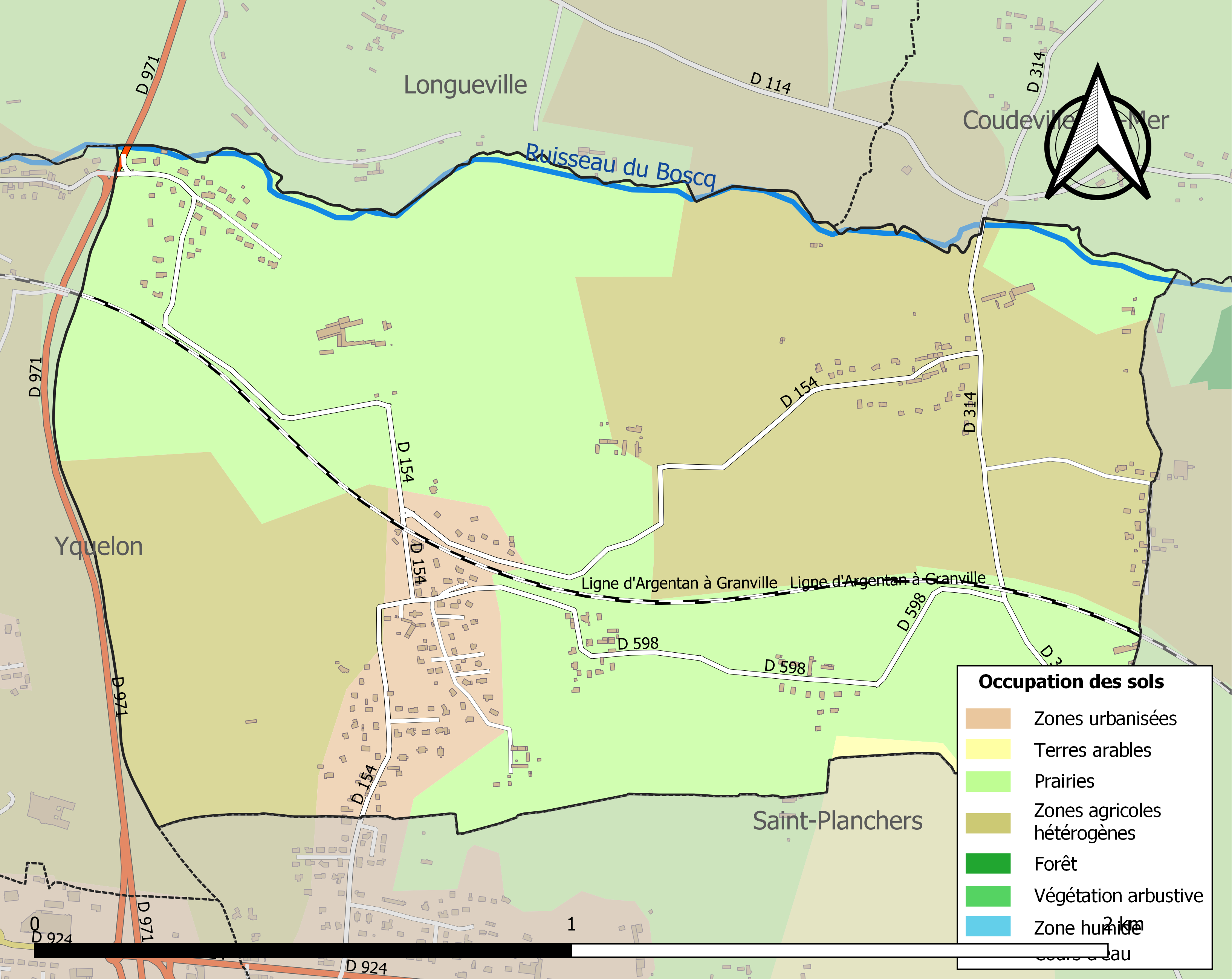
Carte des infrastructures et de l'occupation des sols de la commune en 2018 (CLC).

## Toponymie
Le nom de la localité est attesté sous la forme Anschetevilla en 1155.
Il s'agit d'un toponyme médiéval en -ville, au sens ancien de « domaine rural », précédé de l'anthroponyme norrois Ásketill, dont est issu le nom de personne Anquetil, ancien prénom devenu nom de famille normand au XIIIe siècle.
La référence au fleuve côtier le Boscq a été ajoutée en 1947, pour faire la distinction avec Anctoville (Calvados).
Le gentilé est Anctovillais.

## Histoire
En 1318, Philippe le Long disposa, en faveur de la Sainte-Chapelle à Paris, de quelques fermes d'Anctoville.
Raoul d'Octonville (fl. XIVe siècle-† 1412), né probablement à Anctoville-sur-Boscq, fera assassiner le duc d'Orléans, déclenchant la guerre des Armagnacs et des Bourguignons. Il avait été officier de l'écurie puis des finances de Charles VI, garde de l'épargne de Charles VI qui tombe dans la folie, destitué par le duc d'Orléans, et passé dans le camp du duc de Bourgogne.
Jacques Le Campion (Périers, 1767- Anctoville, 1843), négociant et armateur, président de la chambre de commerce de Granville, sauva, en 1830, le prince de Polignac du lynchage en fuite en le conduisant à Saint-Lô. Jacques Edmond Le Campion, son fils, qui fut maire de Granville, dilapida la fortune du père.

## Politique et administration
| Période                                                                                      | Période      | Identité                 | Étiquette | Qualité                |
| -------------------------------------------------------------------------------------------- | ------------ | ------------------------ | --------- | ---------------------- |
| 1792                                                                                         | 1806         | Hilaire François Gervais |           | Curé d'Anctoville      |
| 1806                                                                                         | 1831         | Paul Jacques Desisles    |           |                        |
| 1831                                                                                         | 1836         | Pierre François Herpin   |           |                        |
| 1836                                                                                         | 1838         | Francois Desdouitils     |           |                        |
| 1839                                                                                         | 1855         | Francois Letellier       |           |                        |
| 1855                                                                                         | 1878         | Jean Marie Herpin        |           |                        |
| 1878                                                                                         | 1881         | François Masselin        |           |                        |
| 1881                                                                                         | 1889         | Victor Perrée            |           |                        |
| 1889                                                                                         | 1892         | Léon Heleine             |           |                        |
| 1892                                                                                         | 1901         | Eugène de la Musse       |           |                        |
| 1901                                                                                         | 1914         | Jacques Avril            |           |                        |
| 1915                                                                                         | 1938         | François Avril           |           |                        |
| 1939                                                                                         | 1943         | André Masselin           |           |                        |
| 1944                                                                                         | 1975         | René Hélène              |           |                        |
| 1976                                                                                         | 1983         | Serge Martin             |           |                        |
| 1983                                                                                         | 1995         | Guy Besnard              |           |                        |
| mars 1995                                                                                    | 2008         | Louis Lagouge            |           | Négociant en carrelage |
| mars 2008                                                                                    | octobre 2009 | Sylvain Lebreton         |           |                        |
| janvier 2010                                                                                 | mai 2020     | Nadine Bunel             |           | Mère au foyer          |
| mai 2020                                                                                     | En cours     | François Lemoine         |           | Sapeur-pompier         |
| Une partie des données est issue d'une liste établie par Jean Pouëssel et J-Pierre Lehoussu. |              |                          |           |                        |

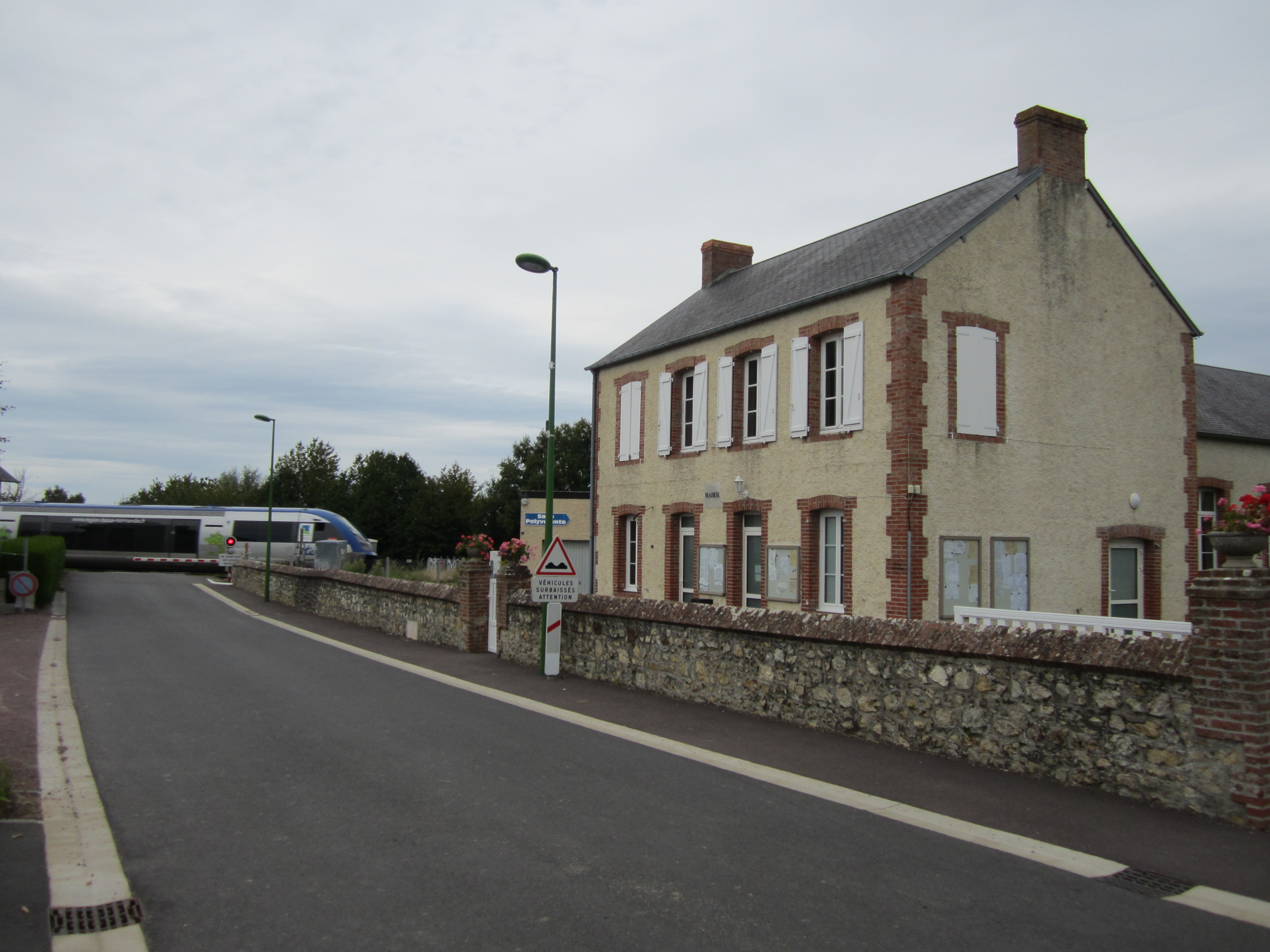
La mairie.

Le conseil municipal est composé de onze membres dont le maire et trois adjoints.

## Démographie
L'évolution du nombre d'habitants est connue à travers les recensements de la population effectués dans la commune depuis 1793. Pour les communes de moins de 10 000 habitants, une enquête de recensement portant sur toute la population est réalisée tous les cinq ans, les populations de référence des années intermédiaires étant quant à elles estimées par interpolation ou extrapolation. Pour la commune, le premier recensement exhaustif entrant dans le cadre du nouveau dispositif a été réalisé en 2005.
En 2022, la commune comptait 438 habitants, en évolution de −4,16 % par rapport à 2016 (Manche : −0,31 %, France hors Mayotte : +2,11 %).
| 1793 | 1800 | 1806 | 1821 | 1831 | 1836 | 1841 | 1846 | 1851 |
| ---- | ---- | ---- | ---- | ---- | ---- | ---- | ---- | ---- |
| 259  | 219  | 232  | 243  | 219  | 208  | 219  | 227  | 211  |

| 1856 | 1861 | 1866 | 1872 | 1876 | 1881 | 1886 | 1891 | 1896 |
| ---- | ---- | ---- | ---- | ---- | ---- | ---- | ---- | ---- |
| 199  | 206  | 212  | 202  | 199  | 170  | 169  | 135  | 138  |

| 1901 | 1906 | 1911 | 1921 | 1926 | 1931 | 1936 | 1946 | 1954 |
| ---- | ---- | ---- | ---- | ---- | ---- | ---- | ---- | ---- |
| 146  | 140  | 132  | 118  | 129  | 125  | 103  | 112  | 119  |

| 1962 | 1968 | 1975 | 1982 | 1990 | 1999 | 2005 | 2006 | 2010 |
| ---- | ---- | ---- | ---- | ---- | ---- | ---- | ---- | ---- |
| 110  | 98   | 111  | 178  | 285  | 418  | 498  | 498  | 498  |

| 2015 | 2020 | 2022 | - | - | - | - | - | - |
| ---- | ---- | ---- | - | - | - | - | - | - |
| 464  | 439  | 438  | - | - | - | - | - | - |

## Économie
Des carrières, aujourd'hui abandonnées, situées le long du ruisseau du Boscq, exploitaient un filon de quartz.
Cidrerie au manoir.

## Lieux et monuments

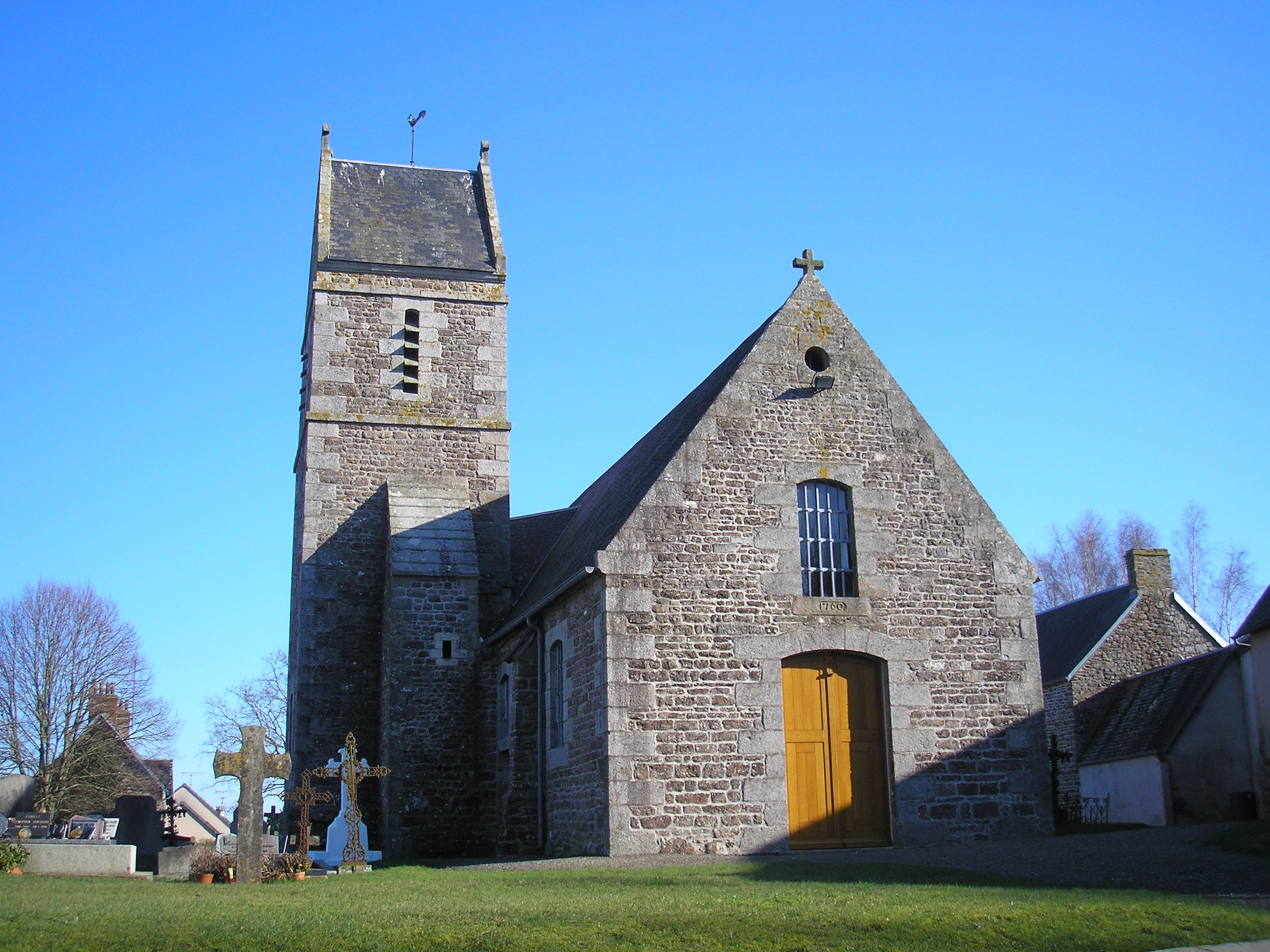
L'église Saint-Martin.

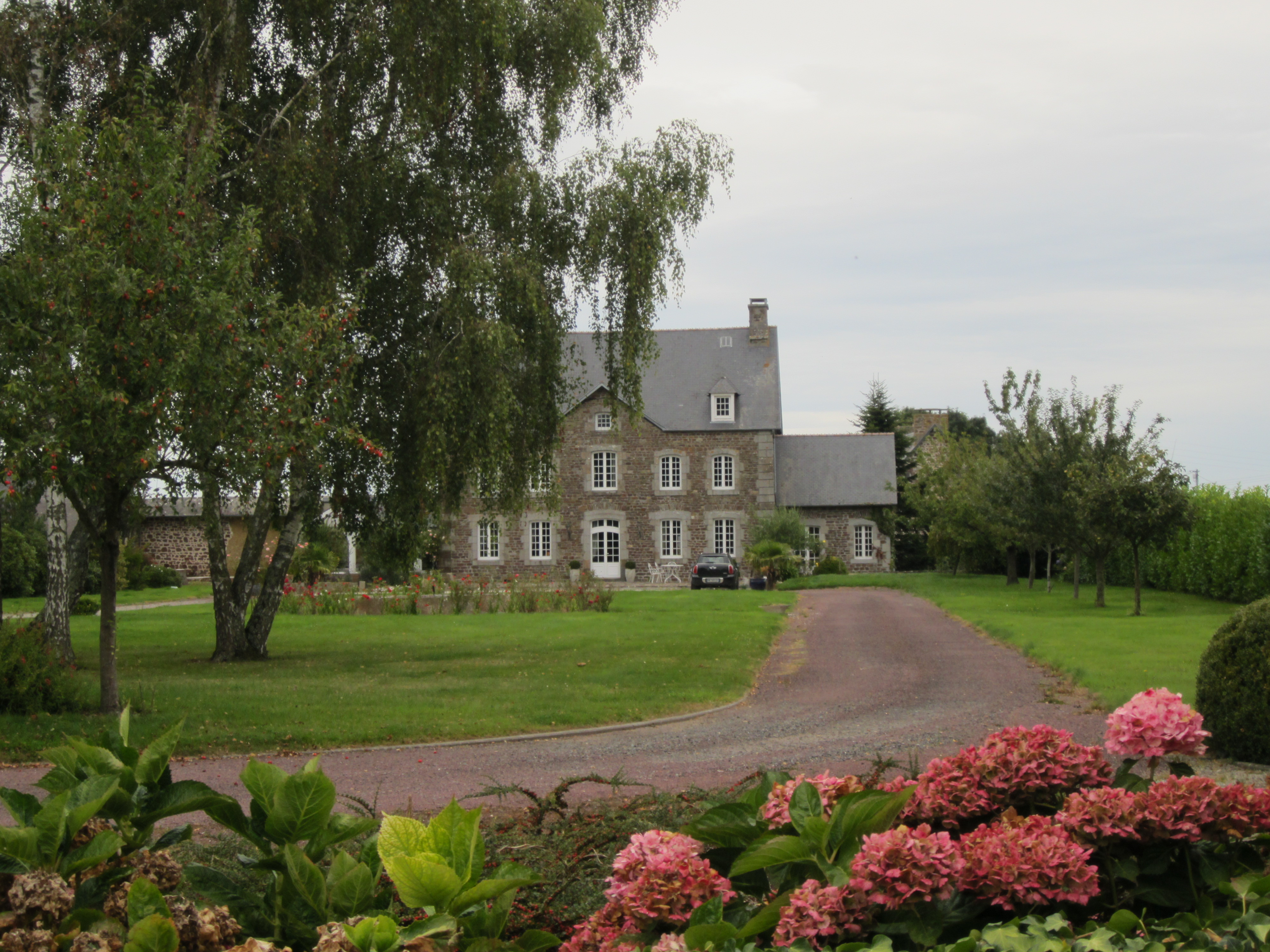
Le manoir.

- Église Saint-Martin, des XVIIe, XVIIIe – XXe siècles, qui a conservé son style d'origine romane. Elle abrite deux verrières du XIIIe : la Charité et l'ordination de saint Martin, une statue de saint Jean l'Évangéliste (XIIIe) et un aigle-lutrin du XVIIIe, œuvres classées au titre objet aux monuments historiques[30]. Sont conservés également une Vierge à l'Enfant du XVe, une paire de chandeliers (XVIIe) et une chaire à prêcher (XVIIIe)[21].
- Manoir d'Anctoville-sur-Boscq du XVIIIe siècle, au lieu-dit le Manoir.
- Ancien presbytère.
- Croix de chemin route de Coudeville XVIIIe siècle, et croix de cimetière XVIIIe siècle.